# Vemac RD320R
La Vemac RD320R est un prototype de course japonais de classe Super GT GT300. Étant donné que presque tous les véhicules construits par la marque ont été conçus pour les circuits et que Vemac n'a jamais donné de présentation officielle de la voiture, peu d'informations ont été communiquées sur la RD320R. La carrosserie est en plastique renforcé de fibre de carbone et le châssis est en acier et aluminium. 
La voiture était présente dans le jeu Total Immersion Racing.